# SORLOX
Sorlox（ソロックス）Corporationは2010年にアメリカ国防省よりの要請で生まれた技術を利用して現在Sorlox社の社長であるBrent Freeze他数名で立ち上げたベンチャー企業である。
基本的な技術は国防省の仕様に沿って開発され2010年にその実証試作機が完成、国防省に納入された。
本社はアメリカ、カルフォルニア州アーバイン市郊外にある。従業員は約15名のファブレス企業である。
起業を提案したのは現在同社のCTO(Chief Technology Officer)であり開発者のRoy E. Rayである。

## 概要
Sorloxは、医療用アイソトープ製造マシン及び発電用エネルギー源としてプラズマ制御技術の世界で唯一の企業である。アメリカのカルフォルニア州、アーバイン市に本部を置いている、アジア地域をカバーする韓国に支店がある。

## Sorloxの技術

### Mark I
2010年米国国防省は戦場に置けるディーゼル発電機の小型静音化を目的に全く新しい発電システムの開発を決めた。後のSorlox社中心メンバーはこのテーマに対してプラズマの利用を提案、基本技術の開発からスタートして、2011年、理論試作機の実証マシンとしてMark Iを開発、米軍に引き渡した。2012年第一四半期で米軍による検証でその実用性が認められた。しかしながら米軍の開発予算の大幅カットにより実用機への開発は延期され現在に至っている。Mark Iの試作機開発成功によりMark IIへの開発の足掛かりが出来た。

### Mark II
2013年、スタンフォード大学を中心とする研究者グループがSorlox社の技術に注目、医療用にプラズマエネルギーを利用としたアイソトープ製造マシンの開発を委託された。アイソトープ製造マシンとしての設計がコア部品のMark IIとして完成。アイソトープ製造システム、IP-SDC 100を発表した。

### Mark III
2013年第3四半期、韓国の電力業界よりプラズマエネルギーを利用とした発電システムの開発打診を受け5MWの小型発電システムの設計着手。Mark IIIの開発が進められている。

## 技術の概要
- FRC逆転磁場配位型技術を利用してコンパクト・トロイド（CT)内にプラズマを発生させる。
- 発生したプラズマはSorloxノーチラスコンプレッサー（SNC)に射出される。
- プラズマはSNCを通過する間に相似縮小されて高温の高エネルギー体になる。
- 重水素を衝突させることで発生したエネルギーは、下記のシーケンスでエネルギー放射を行う。

### Sorlox技術による重水素の燃料サイクル
| 発生時期             | 計算式                               |  |
| -------------------- | ------------------------------------ |  |
| 初期ニュートロン分岐 | 2D + 2D → 3He(0.8MeV) + 1n(2.4MeV)   |  |
| 初期プロトン分岐     | 2D + 2D → 3T(1.0MeV) + 1H(3.0MeV)    |  |
| 二次ヘリオン分岐     | 2D + 3He → 4He(3.7MeV) + 1H(14.7MeV) |  |
| 二次トリトン分岐     | 2D + 3T → 4He(3.5MeV) + 1n(14.0MeV)  |  |
| 三次トリトン分岐     | 3T + 3T → 4He + 1n + 1n + (11.4MeV)  |  |

- 初期ニュートロンとプロトンの反応は同時に、ほぼ同じ量で発生する。
- 重水素が反応消費される事でトリチウム(3T)とヘリオン(3He)が生成される。3Tと3Heはイオン化するが重水素より重くエネルギー発生エネルギーは少ない(1MeV以下)
- この特性は3Tと3Heがプラズマ内に滞留しやすい傾向を示す。
- 二次以下の計算式に示される反応は3Tと3Heの燃焼が重水素との燃焼で起きるエネルギーを表す。ほぼ全ての3Tはこの反応で燃え尽きるが3Heは若干残る。
- エネルギー損失として燃え残った1.8%の3Heと0.06%の3Tになる事が計算で求められる。残った3Tはイオンゲッターで回収され処理される。
- 重水素燃焼サイクルでCO2の発生は無い。（ゼロ・カーボン）

## 事業内容
- 医療用アイソトープ製造システム: IP-SDC 100　生産例　F18 = 15 Ci/day  Mo99 = 18 Ci/day Cu64 = 207 Ci/day（数値は24時間露出した1立方センチメートルのターゲットに基づく。）

- プラズマ発電システム PB-SDC 500 36MW相当の熱量を発生させ5MWの発電システムとして利用。オーガニック・ランキン・サイクル（ORC)により閉ループでの熱交換方式を取る。

## 経営
- 最高経営責任者 - Edward Park
- 社長 - Brent Freeze
- 最高技術責任者 - Roy E. Ray